# Jenkins' spitsmuis
De Jenkins' spitsmuis (Crocidura jenkinsi)  is een zoogdier uit de familie van de spitsmuizen (Soricidae). De wetenschappelijke naam van de soort werd voor het eerst geldig gepubliceerd door Chakraborty in 1978.

## Voorkomen
De soort komt voor in India.